# BBG Bootsbau Berlin
A BBG Bootsbau Berlin é uma companhia alemã em actividade desde 1890.

## História
Desde a sua formação, a companhia fabricava iates e outros barcos de recreio principalmente. Durante a II Guerra Mundial foi forçada a produzir sapatos. Em 1949, terminada a guerra, retomou a construção de embarcações. Nesse mesmo ano fabricou o primeiro barco em madeira laminada (um skiff).
Em 1956, integrada na DDR, a empresa foi nacionalizada, adoptando o nome de VEB Yachtwerft Berlin.
No início dos anos 70 produz o primeiro barco em materiais compósitos (fibra de vidro e resina epoxi).
Foi provavelmente o maior construtor mundial de barcos para remo, fornecendo, até à reunificação alemã, essencialmente os países do leste europeu.
De 1956 a 1990 produziu 15,663 barcos (460/ano; 2/dia).
Em 1990 a empresa foi privatizada adoptando a designação actual (BBG Bootsbau, GmbH).